# Dazzler

Un des logos de la série Dazzler.

Alison Blaire, alias Dazzler est une super-héroïne évoluant dans l'univers Marvel de la maison d'édition Marvel Comics. Développé par l'éditeur et scénariste Tom DeFalco et le dessinateur John Romita Jr., le personnage de fiction apparaît pour la première fois dans le comic book Uncanny X-Men #130 en février 1980, scénarisé par Chris Claremont et dessiné par John Byrne.
Après des aventures en solo, elle rejoint l'équipe des X-Men et fera brièvement partie d'Excalibur.

## Création du personnage
Le concept du personnage est développé à l'origine en 1978 comme une création multimédia multi-promotionnelle entre Casablanca Records et Marvel Comics avec le personnage animé connu comme « The Disco Queen » ; Marvel voulait développer une super-héroïne chantante tandis que Casablanca voulait une chanteuse.
Le rédacteur en chef de Marvel Comics, Jim Shooter, développa la version animée, qui se transforma rapidement en un projet de long métrage d'action réelle qui serait produit par Filmworks. Shooter mit en place un petit comité à Marvel pour comprendre la nature, le fond et la personnalité du personnage. Le personnage fut créé principalement par le scénariste Tom DeFalco et le dessinateur John Romita Jr.. Le nom du personnage changea rapidement de « The Disco Queen » à Dazzler, grâce à une suggestion du scénariste Roger Stern. Par la suite, pour des raisons financières, Casablanca Records quitta le projet, mais le film était toujours en préparation,.
John Romita Jr. avait initialement prévu que le personnage ressemble à l'actrice, modèle et chanteuse Grace Jones, mais des représentants de Filmworks — voulant promouvoir le mannequin et actrice Bo Derek — insistèrent pour avoir des modifications de conception reflètant les caractéristiques de Derek. Le projet de film fut finalement annulé après que Filmworks refusa de laisser le mari de Bo Derek, John Derek, diriger le film.
Prévu à l'origine comme une super-héroïne chanteuse de disco, le personnage a été déplacé vers d'autres genres musicaux, comprenant le rock et l'adult contemporary.

## Historique de la publication
Le personnage de comics Dazzler entame ses aventures au début des années 1980 dans la série en solo Dazzler qui dura quarante-deux numéros, puis dans un Marvel Graphic Novel (en) intitulé Dazzler: The Movie, une série limitée de quatre numéros en co-vedette avec le Fauve intitulée Beauty and the Beast, et plus tard rejoint l'équipe des X-Men. Elle fut brièvement membre du groupe dérivé Excalibur mais est depuis retournée avec les X-Men.

## Biographie du personnage

### Origines
Alison Blaire naît à Gardendale, dans l'État de New York, de parents qui plus tard divorcèrent. Depuis toute petite, elle voulait devenir chanteuse. Elle commence sa carrière dans les pubs mal famés où elle est découverte par les X-Men.
Elle les accompagne ensuite dans leur première lutte contre le Club des Damnés mais refuse d'intégrer l'équipe, et reprend une vie normale, alternant concerts de disco et petits films. Elle devient aussi professeur d'aérobic. Cependant, elle rejoint les X-Men quelque temps plus tard.

### Mojoverse
Elle rencontre ensuite Longshot et tombe amoureuse de lui. Après de nombreuses aventures avec les X-Men, Dazzler suit Longshot dans le Mojoverse et intègre la rébellion contre Mojo (en). Elle tombe enceinte mais perd son enfant.

### Retour sur Terre
Bien plus tard, le Mojoverse est détruit et Longshot est tué par les X-Babies (en) de l'Ère d'Apocalypse. Dazzler revient sur terre et réintègre les X-Men le temps de libérer le professeur Xavier, capturé par Magneto alors qu'il se préparait à lancer l'assaut contre l'humanité.
Le professeur ramené et Magnéto vaincu, elle reprend sa carrière de chanteuse et engage Deadpool comme garde du corps.
On l'a récemment[Quand ?] revue au sein de l'équipe New Excalibur, à Londres, où elle a lutté contre le Roi d'Ombre.

## Pouvoirs, capacités et équipement

### Capacités
En complément de ses pouvoirs, Alison Blaire est une chanteuse, danseuse, actrice et musicienne talentueuse. Athlète de bon niveau dotée d’un grand sens de l’équilibre, c'est une excellente combattante au corps à corps qui manie des armes blanches et armes à feu. Elle est également une experte en patinage à roulettes avec ses rollers intégrés à son costume, ainsi qu'une bonne pilote de moto.

### Pouvoirs
Dazzler est une mutante qui peut convertir le son en lumière, en absorbant l’« énergie sonique » (les vibrations sonores) afin de la transformer. Elle est capable d’absorber tous types de sons, hormis sa propre voix (sauf si celle-ci est enregistrée ou amplifiée artificiellement). Habituellement, elle préfère convertir de la musique pop ou disco, du fait des qualités que ces musiques confèrent à la lumière qu’elle génère.

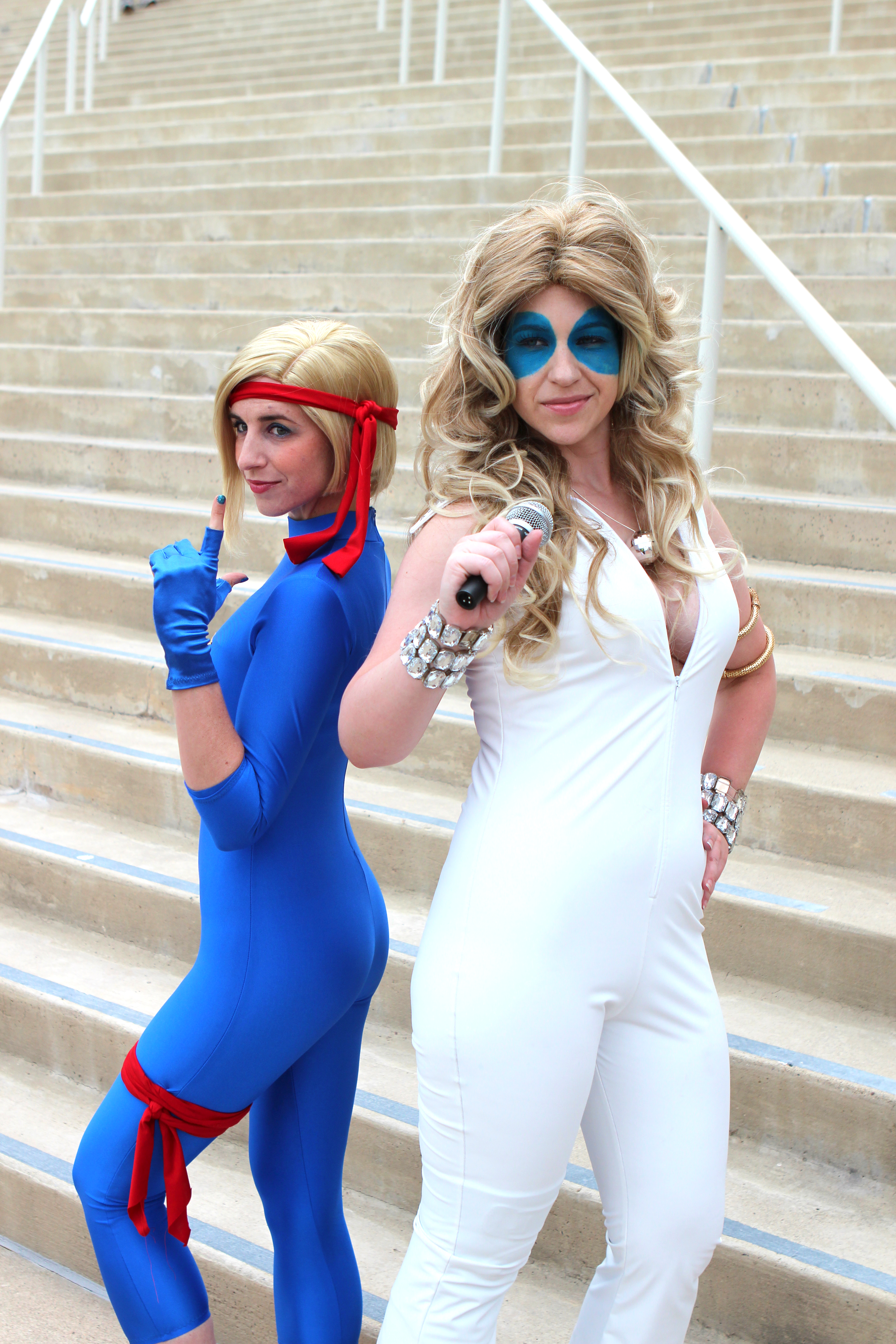
Cosplay de deux des costumes de Dazzler : l'orignal en blanc, un autre en bleu.

Elle est théoriquement capable d'absorber une quantité illimitée d’énergie sonique, mais a pendant longtemps été limitée par le fait qu'elle ne pouvait pas la stocker et qu'elle devait souvent se recharger pour utiliser ses pouvoirs. Depuis, elle est devenue capable de stocker l’énergie absorbée pendant de longues périodes et peut la convertir dès qu’elle en a besoin. Elle peut aussi générer des zones de silence complet autour d’elle, en absorbant tous les sons à proximité.
Après avoir converti une source sonore quelconque, Dazzler peut générer des rayons lumineux sous diverses formes. Elle peut générer cette lumière à partir de n’importe quel point de son corps, bien qu’elle utilise généralement ses mains pour émettre des rafales de lumière. Si elle ne dirige pas ces rafales, celles-ci peuvent irradier de manière constante de son corps dans toutes les directions, sous la forme de flash réguliers ou de lumière blanche :
- elle peut générer des rafales ou des lasers de lumière solide, capables de détruire des objets ;
- elle peut créer des boucliers de lumière solide pour se protéger ou vaporiser des projectiles ;
- elle peut aussi générer ce qu’elle appelle des rafales de « photons solides », une lumière cohérente concentrée agissant comme une force de concussion. Elle s’en sert notamment pour générer des rafales de ses mains, de ses yeux ou de ses doigts (pliés à la manière d’un pistolet) ou pour amortir ses chutes. Elle peut aussi les utiliser contre un mur ou le sol, pour se projeter sur plusieurs mètres de hauteur, comme si elle volait. Elle s'en sert aussi parfois pour créer des constructions de lumière solide, aussi résistantes que l’acier : elle a notamment créé des sabres composés de lumière solide, capables de transpercer la matière. Par ailleurs, elle peut entourer ses poings de lumière solide afin d'augmenter la puissance de ses coups[1].

Elle peut aussi générer divers effets lumineux :
- elle est capable de contrôler la fréquence (couleur), la durée et l'amplitude (intensité) de la lumière qu'elle génère, et peut lui donner différentes formes, comme des cercles, triangles, carrés, étoiles ou des anneaux[1].
- en se concentrant suffisamment, elle peut créer des hologrammes, qu’elle utilise pour tromper ses adversaires ou pour modifier son apparence, ou celle des autres à leurs yeux[1].
- elle peut générer une lumière aveuglante ou un brouillard de lumière qui obscurcit la vision de ses adversaires (sans pour autant les aveugler complètement) ou des étincelles colorées qui leur font perdre l’équilibre[1].
- en combinant plusieurs couleurs, fréquences et intensités de sa lumière, elle peut paralyser ses adversaires, provoquer des migraines, des crises de nerf, des ruptures émotionnelles, rendre inconscient et même modifier les ressentiments de sa cible, si elle se concentre suffisamment. Elle peut ainsi calmer un mouvement de foule, voire faire disparaître la haine ou la rancœur chez un individu ou au contraire provoquer des réactions de frénésie[1].

Bien que les effets de ses pouvoirs lumineux soient temporaires, Dazzler a montré que, en de rares occasions, elle était capable de modifier de manière permanente la personnalité ou les capacités mentales d’un de ces adversaires.
Elle est aussi capable, en contrôlant la manière dont la lumière se réfléchit sur les gens ou les objets, de modifier leur couleur, ou générer une gamme de fréquences lumineuses spéciales qui empêchent les capteurs photos d'enregistrer correctement une image.
Du fait de ses pouvoirs, elle est immunisée contre les effets d’une puissante lumière ou de sons trop intenses.
Récemment, elle semble avoir développé la capacité de revenir à la vie après avoir été tuée et semble posséder un facteur guérisseur qui soigne ses blessures à une allure incroyable. Pour le moment, l'origine de ces nouveaux pouvoirs reste un mystère.

### Équipement
A ces débuts, Dazzler portait sur elle en permanence un magnétophone miniature doté d'un haut-parleur, qu'elle utilisait avec des bandes magnétiques musicales pour disposer d'une source continuelle de son, convertissant celui-ci en lumière. Elle portait également des patins à roulettes qui adhéraient magnétiquement à ses bottes, qu'elle utilisait notamment au combat.

## Versions alternatives
Dans Ultimate X-Men, après avoir été attaquée par la Division Alpha, Dazzler rejoint un groupe de X-Men en secret, puis elle prend du « banshee » pour renforcer ses pouvoirs. Mais ses pouvoirs sont changés, au lieu d'être renforcés. Elle peut faire alors faire apparaître des objets de lumière solides ou souples, voire liquides.

## Apparitions dans d'autres médias

### Cinéma
- 2019 : X-Men: Dark Phoenix de Simon Kinberg, interprétée par Halston Sage.

### Télévision
- X-Men: Pryde of the X-Men (téléfilm d'animation, 1989), doublée en anglais par Alexandra Stoddart
- X-Men (X-Men: The Animated Series) - saison 2, épisode 11 Mojovision - saison 3, épisode 11 The Dark Phoenix: Part 1 - Dazzled

### Jeux vidéo
- X-Men: Madness in Murderworld, 1989 (Paragon Software)
- X-Men II: The Fall of the Mutants, 1990 (Paragon Software)
- X-Men (jeu d'arcade) 1992 (Konami) sur Xbox Live Arcade et PlayStation Network en 2010
- X-Men Legends II : L'Avènement d'Apocalypse (X-Men Legends II: Rise of Apocalypse), 2005 (Activision)